# 杨洪明
杨洪明（1972年12月—），女，汉族，湖南望城人，中华人民共和国政治人物。现任长沙理工大学电气与信息工程学院常务副院长，教授，博士生导师，民建湖南省委副主委。第十四届全国政协委员。